# انوج علیا
انوج علیا، روستایی از توابع بخش مرکزی شهرستان الیگودرز در استان لرستان ایران است.

## جمعیت
این روستا در دهستان بربرود غربی قرار دارد و براساس سرشماری مرکز آمار ایران در سال ۱۳۸۵، جمعیت آن ۴۸ نفر (۹خانوار) بوده‌است.
روستای انوج واقع در بربرود غربی (میوند) از روستاهای پرآوازه و کدخدا نشین منطقه بوده است که بزرگانی چون زنده یاد کدخدا یاور ملکی فرزند کدخدا حیدر از بزرگان نامی ایل بزرگ چهارلنگ بختیاری در این منطقه مالکیت و ساکن بوده است که آوازه کدخدا یاور ملکی در نام نیک و بزرگی در تمام طوایف زبان زده هم می باشد.